# Herbert Kessler (hockey sur glace)
Pour les articles homonymes, voir Kessler et Herbert Keßler.
Herbert N. Kessler (né le 28 décembre 1912 à Rossa, mort le 16 juin 1966 à Davos) est un joueur professionnel suisse de hockey sur glace.
Il est le frère de Charles Kessler.

## Carrière
Herbert Kessler fait toute sa carrière au Zürcher SC.
Il participe avec l'équipe nationale aux Jeux olympiques de 1936 ainsi qu'aux championnats du monde de hockey sur glace 1934, 1935, 1937, 1938 et 1939.